# 1776
1776 (MDCCLXXVI) fue un año bisiesto comenzado en lunes en el calendario gregoriano. Según algunos historiadores aquí se sitúa el final de la Edad Moderna, con la independencia de los Estados Unidos.

4 de julio: Declaración de la Independencia de los Estados Unidos

## Acontecimientos
- 10 de enero: se publica Common sense de Thomas Paine.
- 13 de enero: George Washington, al frente de sus tropas, entra triunfante en Nueva York.
- 17 de febrero: Edward Gibbon publica el primer tomo de Historia de la decadencia y caída del Imperio romano, uno de los libros históricos más influyentes de la historia.
- 9 de marzo: en Londres (Reino Unido) se publica The inquiry to the wealth of nations, de Adam Smith, fundamento teórico del capitalismo y que supone el nacimiento de la ciencia económica moderna.
- 23 de abril: en París, Christoph Willibald Gluck estrena la ópera Alceste.
- 1 de mayo: Se funda la primera agrupación de los Illuminati.
- 2 de junio: Se funda la Ciudad de Guatemala.
- 11 de junio: en el Estado Lara (Venezuela), el obispo Mariano Martí funda la población de Arenales.
- 4 de julio: Declaración de Independencia de los Estados Unidos en el Congreso Continental de Filadelfia, Pensilvania. Las 13 colonias británicas darán origen a los Estados Unidos de América (nombre establecido el 9 de noviembre).
- 12 de junio: Declaración de Derechos de Virginia, la primera formulación moderna de los derechos humanos (vida, libertad y búsqueda de la felicidad).
- 1 de agosto: El rey Carlos III crea el Virreinato del Río de la Plata (que comprendía los actuales Argentina, Bolivia, Chile, Paraguay  y Uruguay).
- 17 de septiembre: Fundación del Presidio Real de San Francisco (España).
- 20 de noviembre: en la Provincia de Buenos Aires (actual Argentina) se funda la Capilla de Magdalena, que será la base para la fundación de una aldea en dicho lugar.
- 26 de diciembre: Derrota británica en la batalla de Trenton. La falta de refuerzos, el desconocimiento del país y la táctica de guerrillas empleada por los colonos vuelve difícil la lucha de las tropas inglesas.
- Llega a Tlacotalpan, México, una talla catalana de la Virgen María, bajo la advocación de Nuestra Señora de la Candelaria, siendo una donación de Pedro de Ovando y Rivadeneyra

## Ciencia y tecnología
- James Watt inventa su máquina de vapor adaptada para su uso industrial en 1768
- Johann Christian Daniel Schreber (1739-1810) describe por primera vez el león marino de Steller (Eumetopias jubatus).
- Philipp Ludwig Statius Müller (1725-1776) describe por primera vez la ballena franca del Atlántico Norte (Eubalaena glacialis).
- Philipp Ludwig Statius Müller describe por primera vez el dugongo (Dugong dugon).
- Pallas describe por primera vez la beluga (Delphinapterus leucas).
- Adam Smith publica su obra Una investigación sobre la naturaleza y causas de la riqueza de las naciones.

## Música
- 21 de julio: Primera interpretación de la Serenata n.º 7 de Mozart

## Nacimientos
- 2 de enero: Patricio de las Torres, escritor y fraile español.
- 6 de enero: Gaspar Rodríguez de Francia, dictador paraguayo (f. 1849).
- 23 de marzo: Vicente Salias, periodista venezolano (f. 1814).
- 1 de abril: Sophie Germain, matemática francesa (f. 1831).
- 12 de mayo: José de La Mar, político peruano, presidente entre 1822 y 1823 y entre 1827 y 1829 (f. 1830).
- 11 de junio: John Constable, pintor británico (f. 1837).
- 12 de junio: José Manuel de Goyeneche, militar, diplomático y político español (f. 1846).
- 18 de agosto: Agustín Argüelles, abogado, político y diplomático español (f. 1844).
- 6 de septiembre: José María de Orbe y Elío, militar español (f. 1850).
- 15 de noviembre: Remí-Joseph-Isidore Exelmans, militar francés (f. 1852).
- 15 de noviembre: José Joaquín Fernández de Lizardi, escritor hispanomexicano (f. 1827).[1]
- 20 de noviembre: José María del Castillo y Rada, prócer colombiano (f. 1835).
- 19 de diciembre: Eusebio Bardají Azara, político español (f. 1842).

## Fallecimientos
- David Hume, filósofo escocés (n. 1711).
- 7 de mayo, Fray Pablo de Colindres (Pedro Antonio Oruña Calderón), religioso español, superior general de la orden de los capuchinos.